# Лохела, Мария
Мария Туулия Лохела (фин. Maria Tuulia Lohela; род. 11 июня 1978, Нивала, Финляндия) — финский политик, депутат финского парламента с 20 апреля 2011 года; до июня 2017 года — член партии «Истинные финны», затем — член партии «Синее будущее»; спикер парламента Финляндии (с 2015 по февраль 2018).

## Биография
Получила диплом бакалавра гуманитарных наук в университете Турку, а с 2009 по 2011 годы была членом городского правления города Турку.
В 2008 году в своём блоге в негативных тонах высказывалась об исламе и мусульманах, а также об иммиграции в Финляндию, но позднее отказалась комментировать свои прежние высказывания.
В парламенте созыва 2011—2015 годов занимала пост члена комиссии по иностранным делам.
28 мая 2015 года на собрании парламентской фракции Истинных финнов избрана спикером парламента Финляндии и утверждена в должности на заседании эдускунты 29 мая.
После избрания в июне 2017 года лидером партии известного ультраправыми взглядами Юсси Халла-ахо Лохела в числе двадцати депутатов-однопартийцев покинула ряды Истинных финнов и вошла во фракцию «Новая альтернатива»; в ноябре на основе фракции была зарегистрирована партия Синее будущее.
5 февраля 2018 года на посту спикера эдускунты её сменила Паула Рисикко (Национальная коалиция).
C 2018 года входит в движение "Сейчас".